# Джон Грунсфелд
Джон Мейс Грунсфелд (на английски: John Mace Grunsfeld) е американски физик и астронавт на НАСА, ветеран от пет космически полета.

## Образование
Джон Грунсфелд завършва колежа Highland Park High School , Илинойс през 1976 г. През 1980 г. получава бакалавърска степен по физика от Масачузетски технологичен институт, Кеймбридж, Масачузетс. През 1984 г. става магистър по физика в университета на Чикаго. През 1988 г. защитава два доктората в същото висше учебно заведение: по философия и физика.

## Служба в НАСА
Джон Грунсфелд е избран за астронавт от НАСА на 31 март 1992 г., Астронавтска група №14. Той взима участие в пет космически полета. Има в актива си осем космически разходки с обща продължителност 58 часа и 30 минути.

### Космически полети
| Космически полети на Джон Мейс Грунсфелд                 | Космически полети на Джон Мейс Грунсфелд | Космически полети на Джон Мейс Грунсфелд | Космически полети на Джон Мейс Грунсфелд | Космически полети на Джон Мейс Грунсфелд          | Космически полети на Джон Мейс Грунсфелд | Космически полети на Джон Мейс Грунсфелд |
| №                                                        | Дата                                     | КК                                       | Емблема на мисията                       | Функции                                           | Продължителност                          |                                          |
| -------------------------------------------------------- | ---------------------------------------- | ---------------------------------------- | ---------------------------------------- | ------------------------------------------------- | ---------------------------------------- | ---------------------------------------- |
| 1                                                        | 2 март 1995                              | „Индевър“, мисия STS-67                  |                                          | Специалист на мисията                             | 16 денонощия 15 часа 08 мин. 48 сек.     |                                          |
| 2                                                        | 12 януари 1997                           | „Атлантис“, мисия STS-81                 |                                          | Специалист на мисията                             | 10 денонощия 04 часа 56 мин. 30 сек.     |                                          |
| 3                                                        | 19 декември 1999                         | „Дискавъри“, мисия STS-103               |                                          | Специалист на мисията                             | 7 денонощия 23 часа 11 мин. 34 сек.      |                                          |
| 4                                                        | 1 март 2002                              | „Колумбия“, мисия STS-109                |                                          | Специалист на мисията, Командир на полезния товар | 10 денонощия 22 часа 11 мин. 09 сек.     |                                          |
| 5                                                        | 11 май 2009                              | „Атлантис“, мисия STS-125                |                                          | Специалист на мисията                             | 12 денонощия 21 часа 37 мин. 09 сек.     |                                          |
| Сумарно време в космоса – 58 денонощия 15 часа 03 минути |                                          |                                          |                                          |                                                   |                                          |                                          |

### Административна дейност
- От 2003 до 2004 г. е шеф на научния департамент на НАСА;
- От декември 2011 г. е Директор на научния директорат на НАСА във Вашингтон, Федерален окръг Колумбия.

## Награди
- Медал на НАСА за изключителна служба;
- Медал на НАСА за изключителни заслуги (3);
- Медал на НАСА за участие в космически полет (4).